# Asesinato de Jeannette DePalma
Jeannette DePalma (Jersey City, Nueva Jersey; 3 de agosto de 1956 - Springfield, Nueva Jersey; c. 7 de agosto de 1972) fue una adolescente estadounidense de 16 años asesinada en agosto de 1972. El caso, actualmente sin resolver, se convirtió en un tema de gran controversia debido, en parte, a la cobertura en la revista Weird NJ.

## Descubrimiento del cuerpo
En la tarde del lunes 7 de agosto de 1972, Jeannette DePalma, de 16 años, había salido de su casa en Clearview Road, ubicado en el Municipio de Springfield (estado de Nueva Jersey), diciéndole a su madre que iba a tomar un tren a la casa de una amiga. Cuando no llegó a la casa de su amiga ni regresó más tarde esa noche, sus padres presentaron una denuncia de desaparición ante el Departamento de Policía de Springfield.
Seis semanas después, el 19 de septiembre, sus restos fueron encontrados en lo alto de un acantilado dentro de la cantera Houdaille, en el mismo municipio de Springfield. Esto ocurrió después de que un perro local encontrara un antebrazo derecho en descomposición.
Según varios testigos en la escena, los restos esqueléticos de Jeannette estaban rodeados por una serie de objetos extraños y posiblemente ocultistas. Las descripciones variaron, pero la cuenta más comúnmente acordada estableció que los restos se encontraron dentro de un perímetro en forma de ataúd hecho con ramas y troncos caídos y, dentro de él, se hallaron varias pequeñas cruces de madera improvisadas.
Más tarde, algunos residentes de Springfield afirmaron que los restos de DePalma fueron encontrados dentro de un pentagrama, rodeados de restos de animales mutilados. Las autoridades policiales negaron que esto fuera cierto y fotos de la escena del crimen que fueron publicadas años después confirmaron que no había tales signos o elementos satánicos cerca del cuerpo. Se suscitó más controversia cuando se descubrió que el cuerpo había sido encontrado en un acantilado conocido por los lugareños durante varias décadas como "Los dientes del diablo".

## Investigación
El Departamento de Policía de Springfield inició la investigación en torno a la muerte de Jeannette DePalma después de que una autopsia no revelase la causa final de su muerte. Sus restos y vestimenta no mostraban evidencias de fracturas óseas, heridas de bala o golpes de cuchillo u otro instrumento afilado. No se encontró parafernalia de drogas en o alrededor del cuerpo y se determinó que DePalma solo llegó a consumir marihuana muy ocasionalmente. Por razones no reveladas, el forense sospechó que el estrangulamiento era la causa de la muerte, lo que llevó a la Oficina del Fiscal del condado de Union a tratar el caso como un homicidio sin resolver. El forense también descubrió una cantidad inusualmente alta de plomo en los restos, pero tampoco se encontró ninguna explicación para este hecho.
Al principio de la investigación, el Departamento de Policía de Springfield recibió una información sobre un indigente que vivía en el bosque cerca del lugar donde se encontró el cuerpo. Este hombre era conocido por los lugareños simplemente como "Red", y se alegó que huyó de su campamento en el bosque poco después de que DePalma desapareció. Si bien esta pista inicialmente parecía prometedora, la Oficina del Fiscal determinó que "Red" no tenía nada que ver con la muerte de Jeannette.
Los investigadores continuaron tratando de encontrar pistas, pero debido al trabajo policial incompetente, junto con historias inconsistentes contadas por sus amigos y compañeros, el caso finalmente se bloqueó. Dos semanas después del descubrimiento de los restos de DePalma, varios periódicos, incluidos el The Star-Ledger y The New York Daily News, comenzaron a informar que pudo haber sido víctima de un sacrificio ocultista realizado por satanistas o por un aquelarre local de brujas que operaban dentro de la cercana Reserva Watchung.
Dicha cobertura informativa sensacionalista se vio estimulada por informes erróneos de que el cuerpo había sido encontrado rodeado de objetos extraños, y por las teorías del pastor evangélico de la familia DePalma, James Tate, de la Iglesia Evangélica de las Asambleas de Dios. Estos rumores sobre el caso desencadenaron el pánico en varias comunidades del condado de Union, que todavía se estaban recuperando de la conmoción sufrida por los asesinatos cometidos por el parricida John List, que habían ocurrido solo diez meses antes.

## Hechos posteriores
A fines de la década de 1990 y principios de la década de 2000, la revista Weird NJ comenzó a informar sobre el caso sin resolver después de recibir varias cartas anónimas sobre la muerte de Jeannette. El editor y cofundador del medio, Mark Moran, comenzó a investigar por su cuenta el caso y escribió sobre muchos detalles supuestamente sospechosos, incluida la acusación de que el Departamento de Policía de Springfield había perdido o destruido el archivo del caso.
El Departamento de Policía de Springfield sostuvo que el archivo se perdió debido a las inundaciones causadas por el huracán Floyd en 1999. Otros alegan que todavía hay una copia del archivo.
Adicionalmente, Moran determinó que el mismo departamento de policía de Springfield había insinuado y originado los rumores de que DePalma había muerto de una sobredosis de drogas; alegación que no fue confirmada por los familiares de DePalma, su historial ni los resultados de su autopsia.
Moran llegó a asociarse con el corresponsal de Weird NJ Jesse P. Pollack para escribir el libro Death on the Devil's Teeth: The Strange Murder That Shocked Suburban New Jersey. A lo largo de su investigación, Pollack y Moran descubrieron varios casos de un posible encubrimiento, conexiones con otros asesinatos sin resolver y sospechosos previamente desconocidos.